# Psalmopoeus rufus
Psalmopoeus rufus là một loài nhện trong họ Theraphosidae.
Loài này thuộc chi Psalmopoeus. Psalmopoeus rufus được Alexander Petrunkevitch miêu tả năm 1925.